# Jules Scalbert
Jules Scalbert est un artiste-peintre, né à Douai le 9 août 1851 et décédé à Paris le 22 novembre 1933.

## Biographie
Il fut l'élève d'Isidore Pils (1815-1875) et Henri Lehmann (1814-1882). Il dépeint des scènes historiques et de genre, des sujets allégoriques, des figures, des fleurs, peints à l'huile ou dessinés au pastel. Il expose au Salon à Paris dès 1876. Il fut Sociétaire des Artistes Français à partir de 1883. Il y a obtenu une mention honorable en 1889, ainsi que des médailles de troisième classe en 1891 et 1901. Inhumé au cimetiere parisien de Thiais, sa tombe depuis a été relevée.

## Œuvres

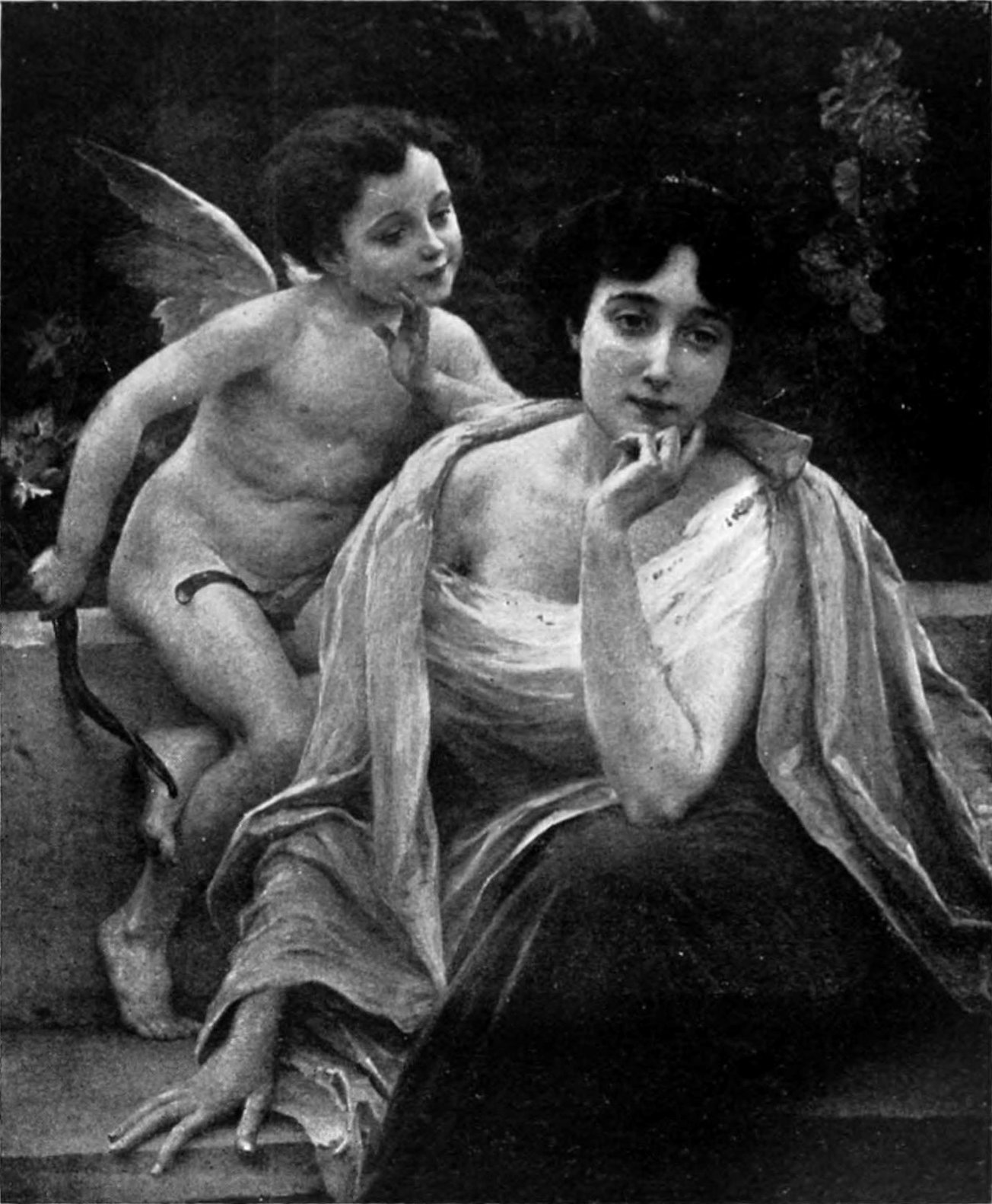
Douces paroles

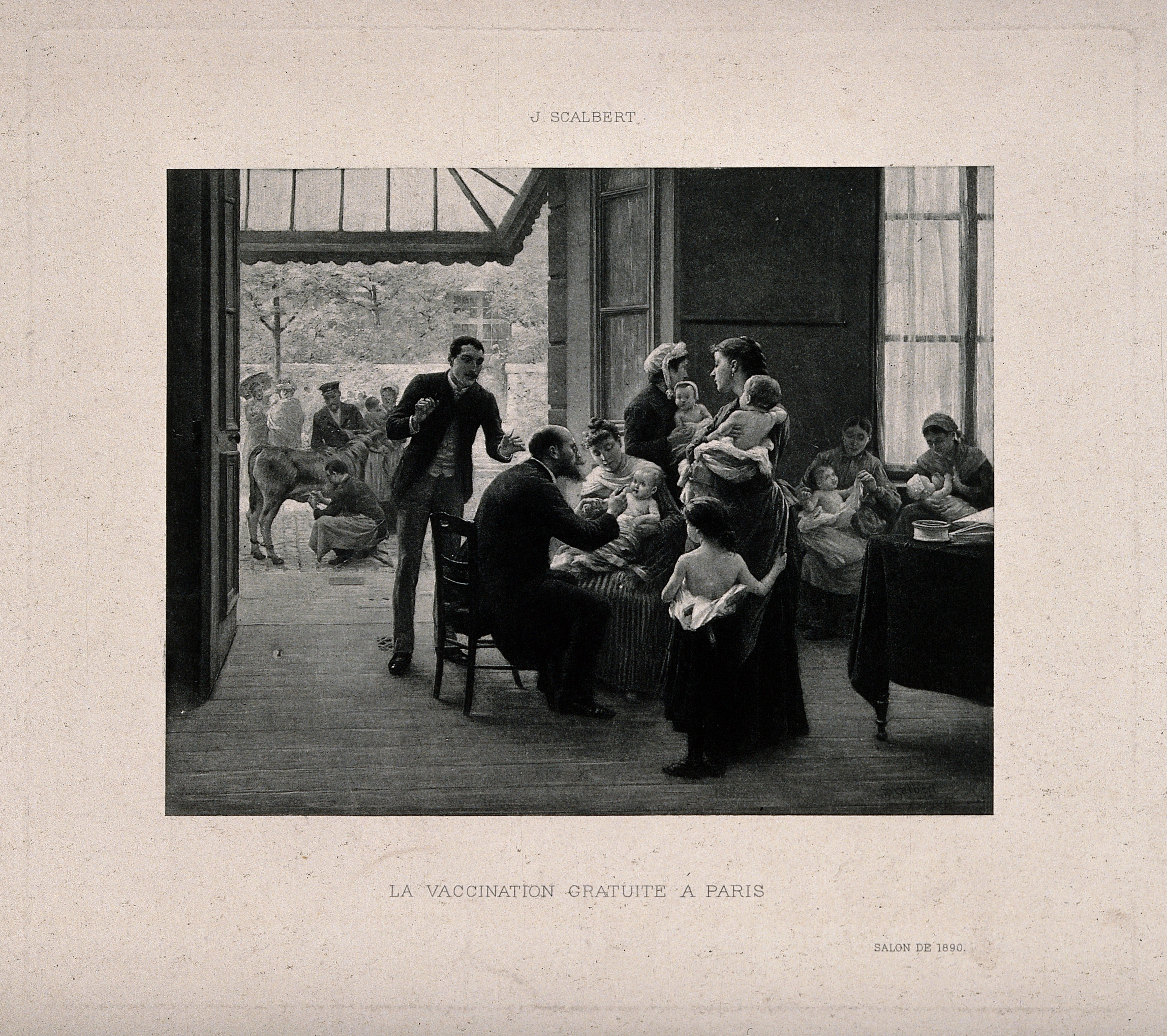
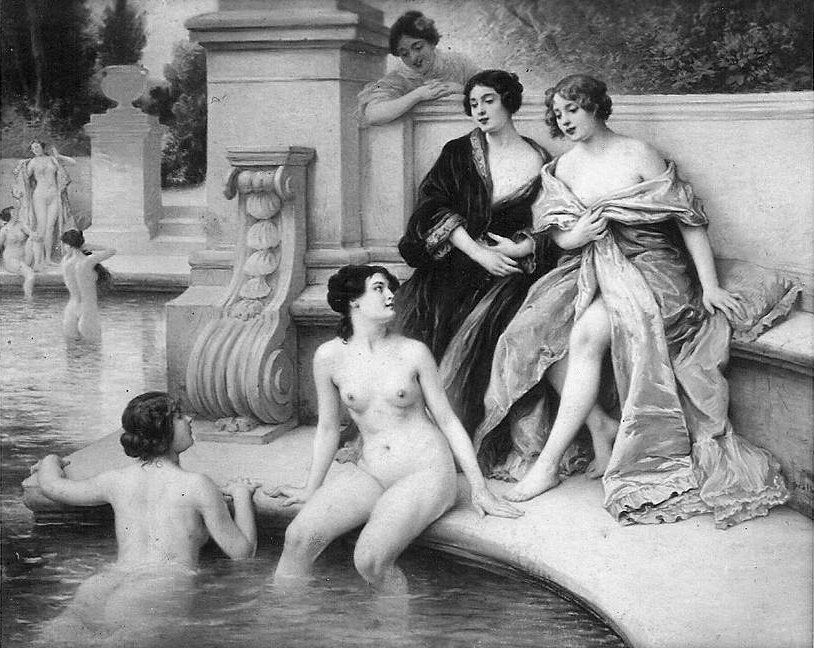
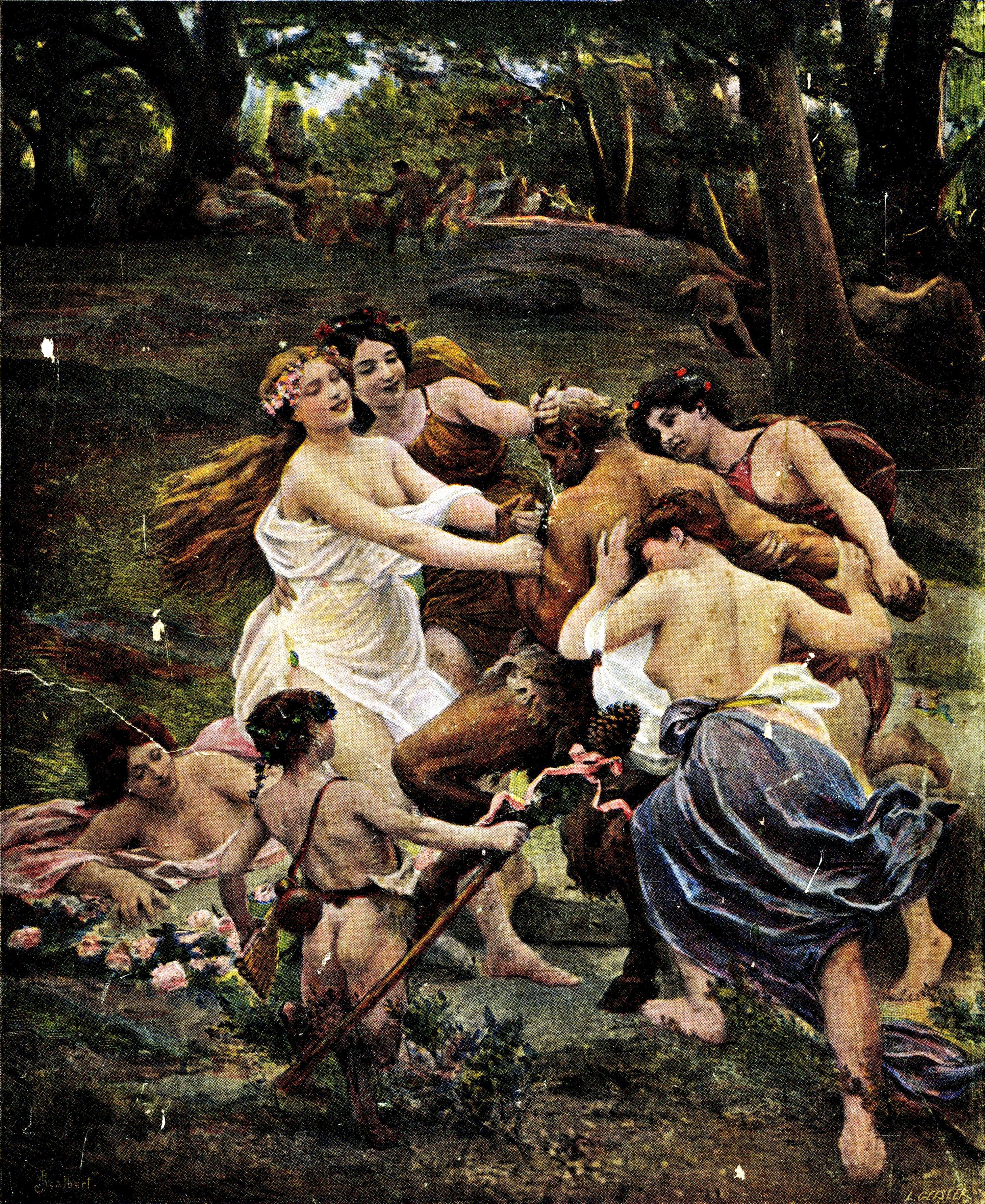
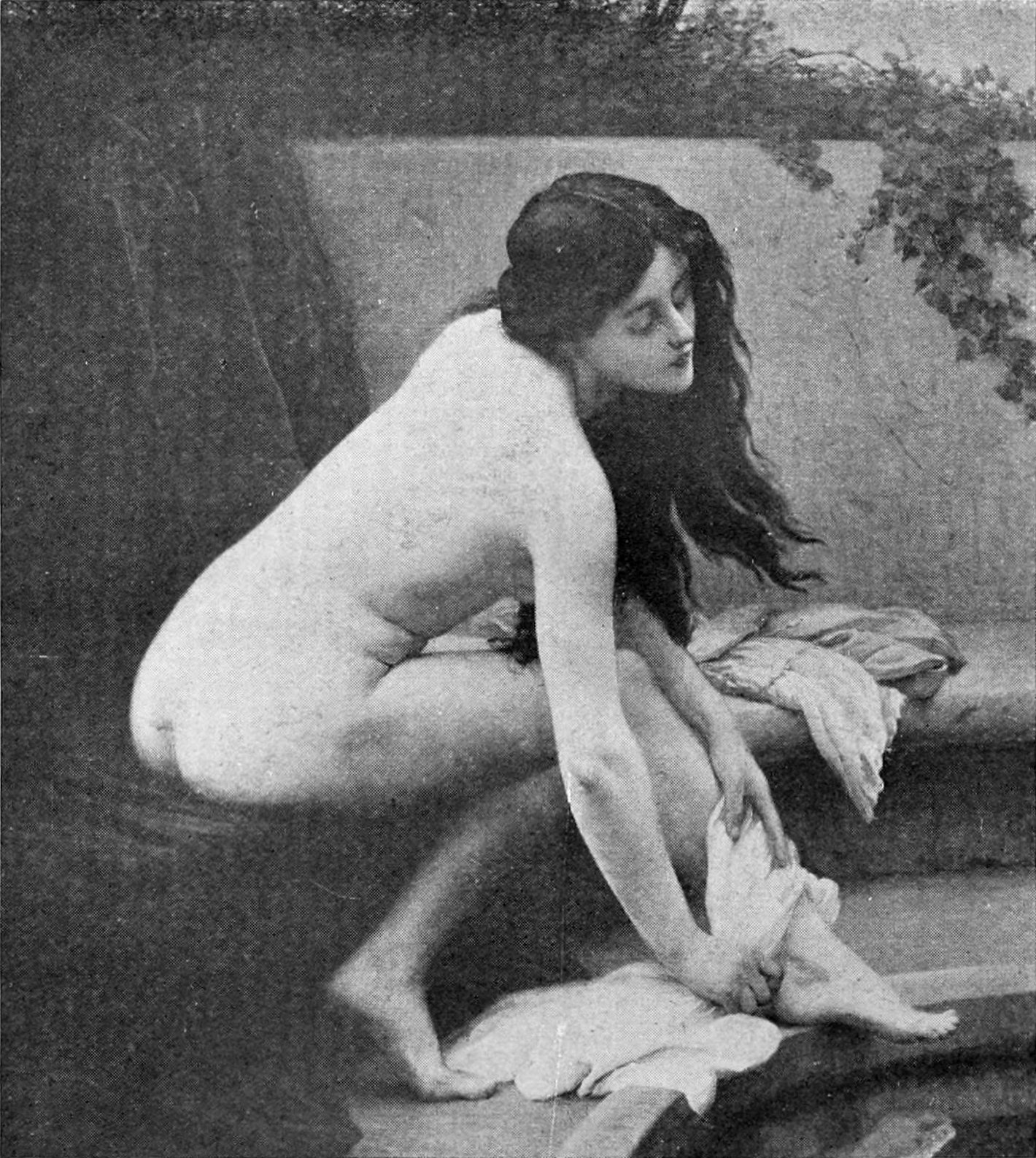
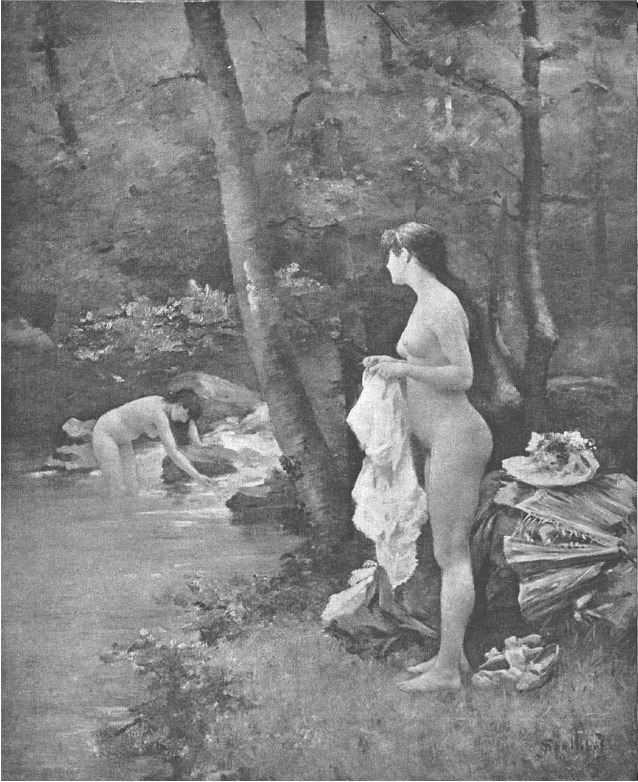
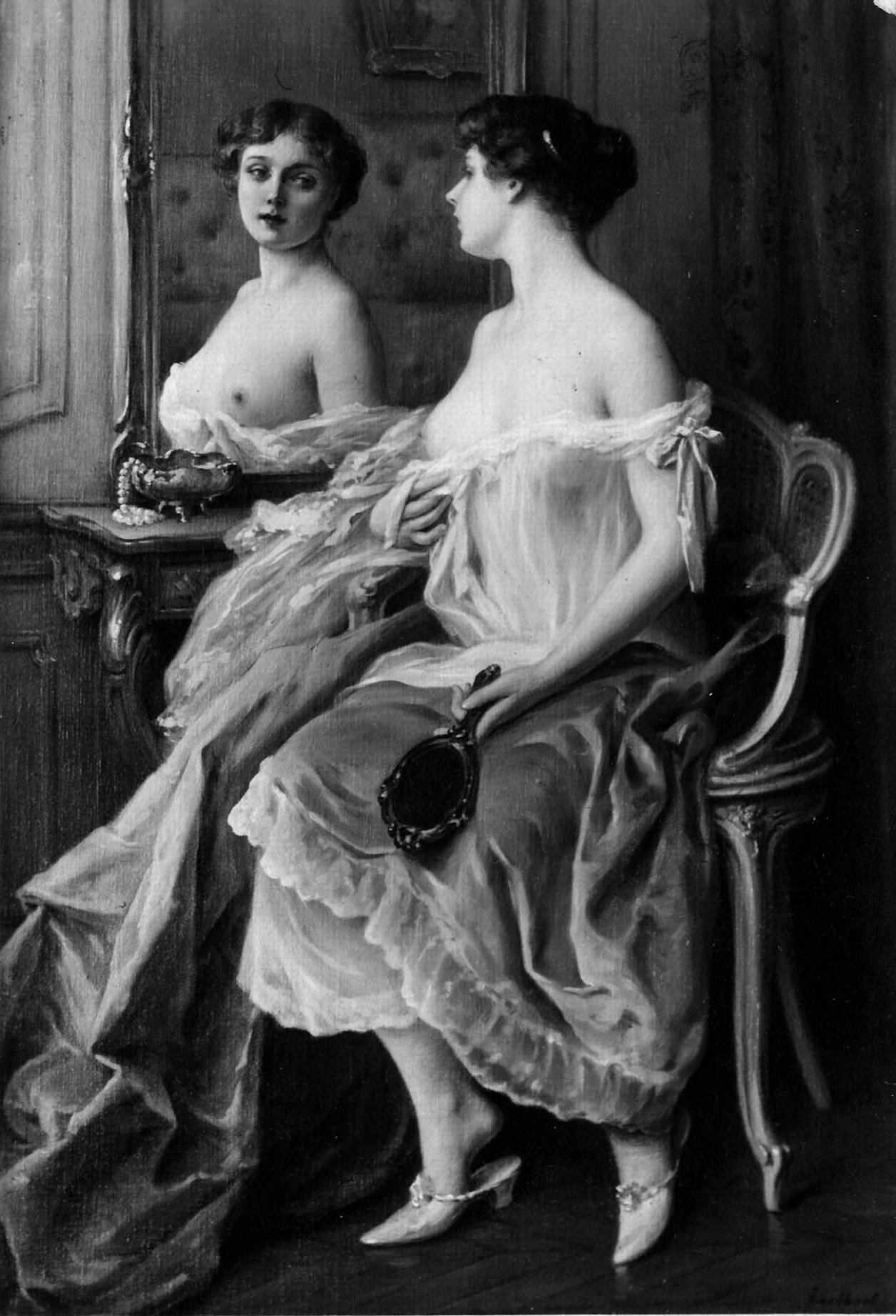
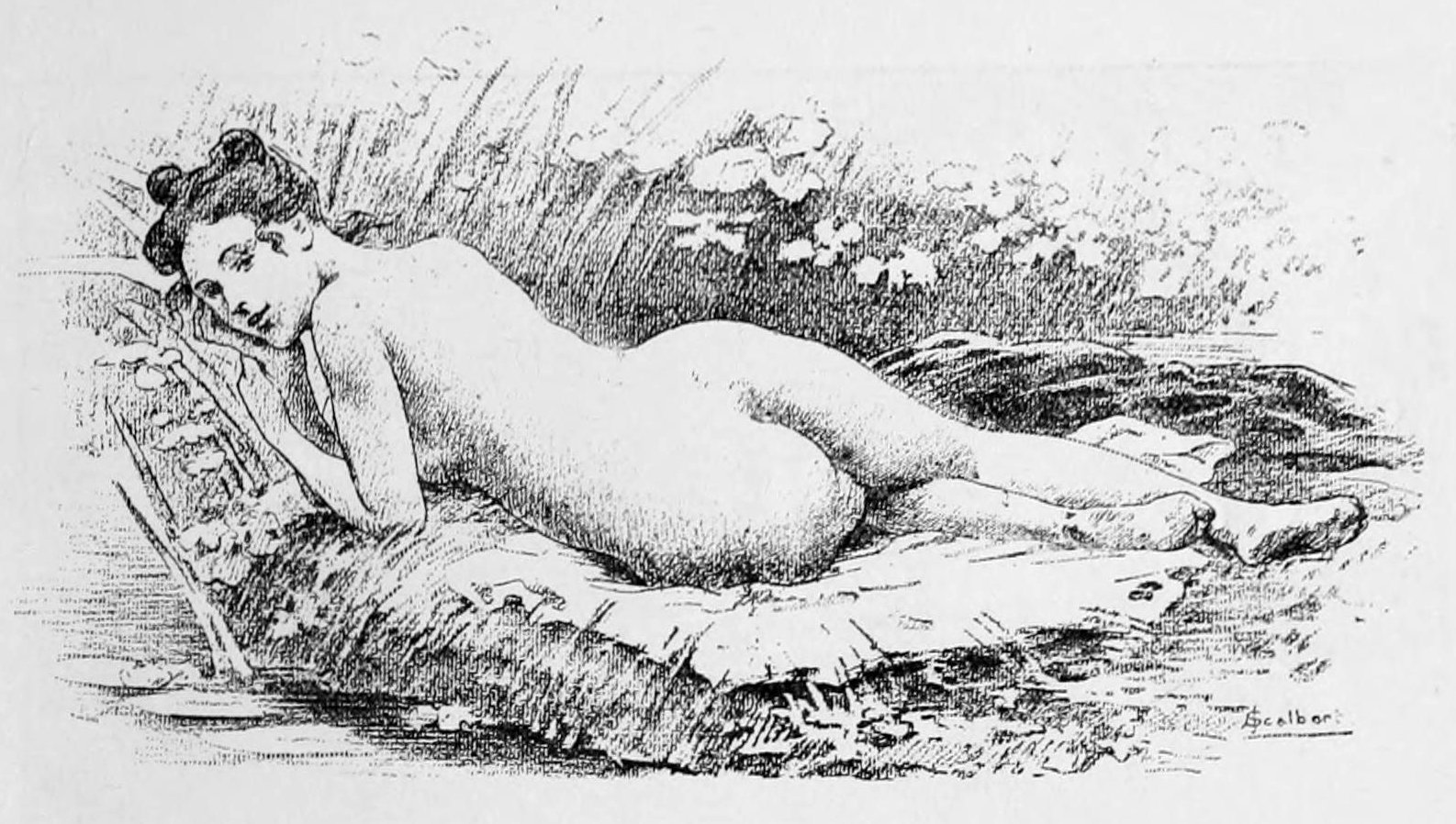
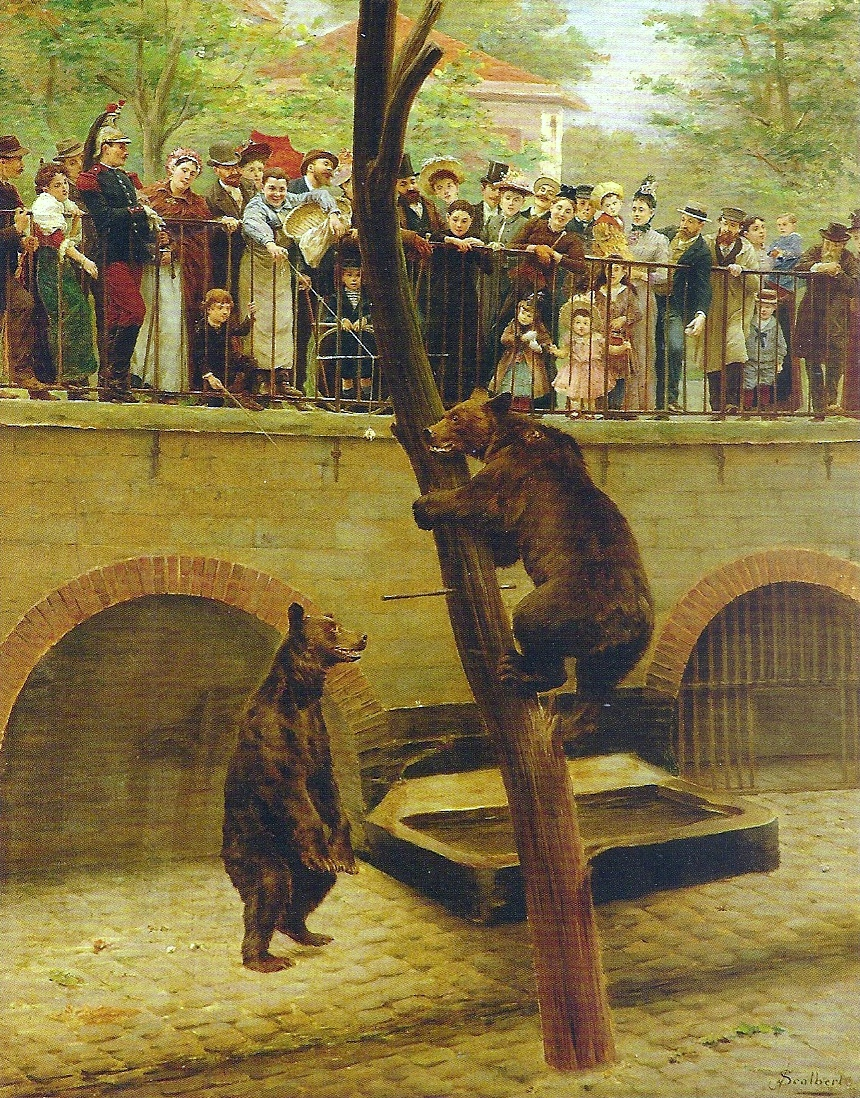
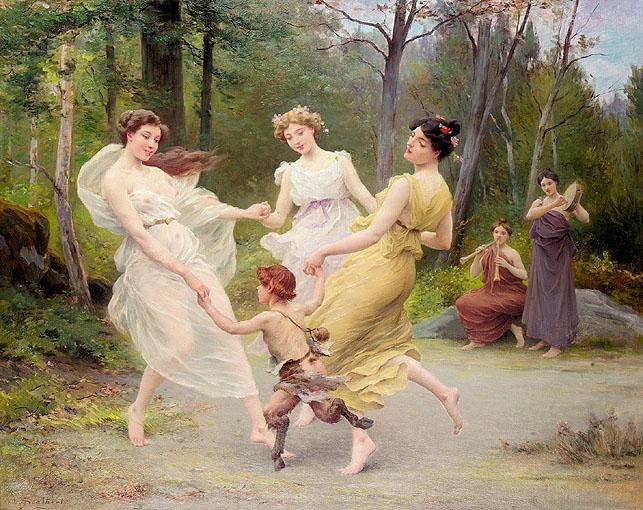

## Collections publiques
Compiègne, musée Antoine Vivenel
- L'Étang de Pierrefonds
- L'Étang de Saint-Pierre à Vieux-Moulin

Douai, musée de la Chartreuse
- Polyphème surprenant Acis et Galatée, 1877
- Les Trois Âges

Laval, musée du Vieux Château
- Le Petit Favori, 1902
- Bretonne de Pont-Aven, 1907.

Paris, École nationale supérieure des beaux-arts
Roubaix, La Piscine, musée d'Art et d'Industrie André Diligent
- Ronde antique